# Mihnea Turcitul

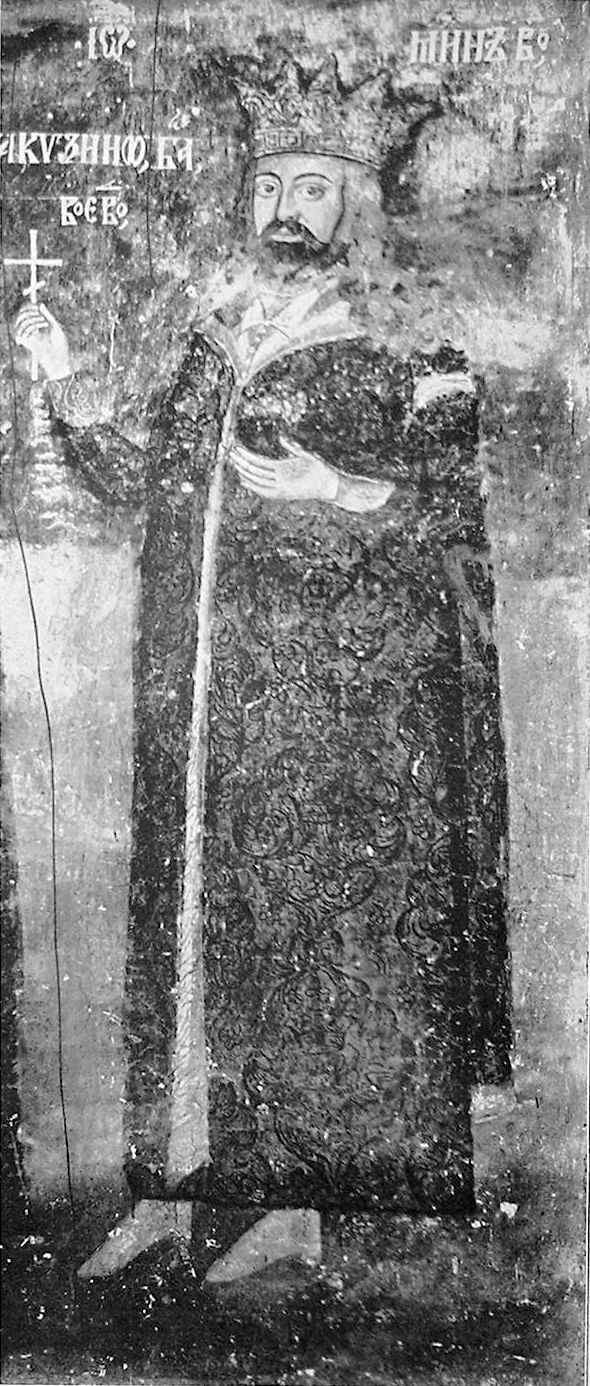
Fürst Mihnea Turcitul

Mihnea Turcitul (Mihnea, der Turkisierte, der Islamisierte) war ein rumänischer Fürst bzw. Woiwode der Walachei zwischen September 1577 und Juli 1583 und nochmals von April 1585 bis Mai 1591.

## Leben
Er war der Sohn und Nachfolger von Alexandru II. Mircea und Ecaterina Salvaresso, in beiden Amtszeiten trat Petru Cercel als Gegenspieler Mihneas auf. Petru usurpierte schließlich den Thron von 1583 bis 1585 und drängte Mihnea vorübergehend ins türkische Exil nach Tripoli. Durch Steuererhöhungen erkaufte er sich türkische Hilfe bei der Rückkehr nach Bukarest (?), wurde aber 1591 von den Türken durch Ștefan Surdul ersetzt.

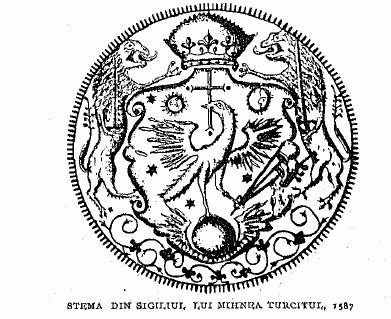
Mihneas Amtssiegel

## Bedeutung
Historisch bekannt wurde Mihnea nach der Absetzung durch seinen Übertritt zum Islam, was ihm als Mehmet Bey immerhin die Statthalterschaft über die kleine Provinz Nikopolis in Bulgarien und seinem Sohn Radu Mihnea 1601 den walachischen Fürstentitel einbrachte.